# Romeins theater van Napels

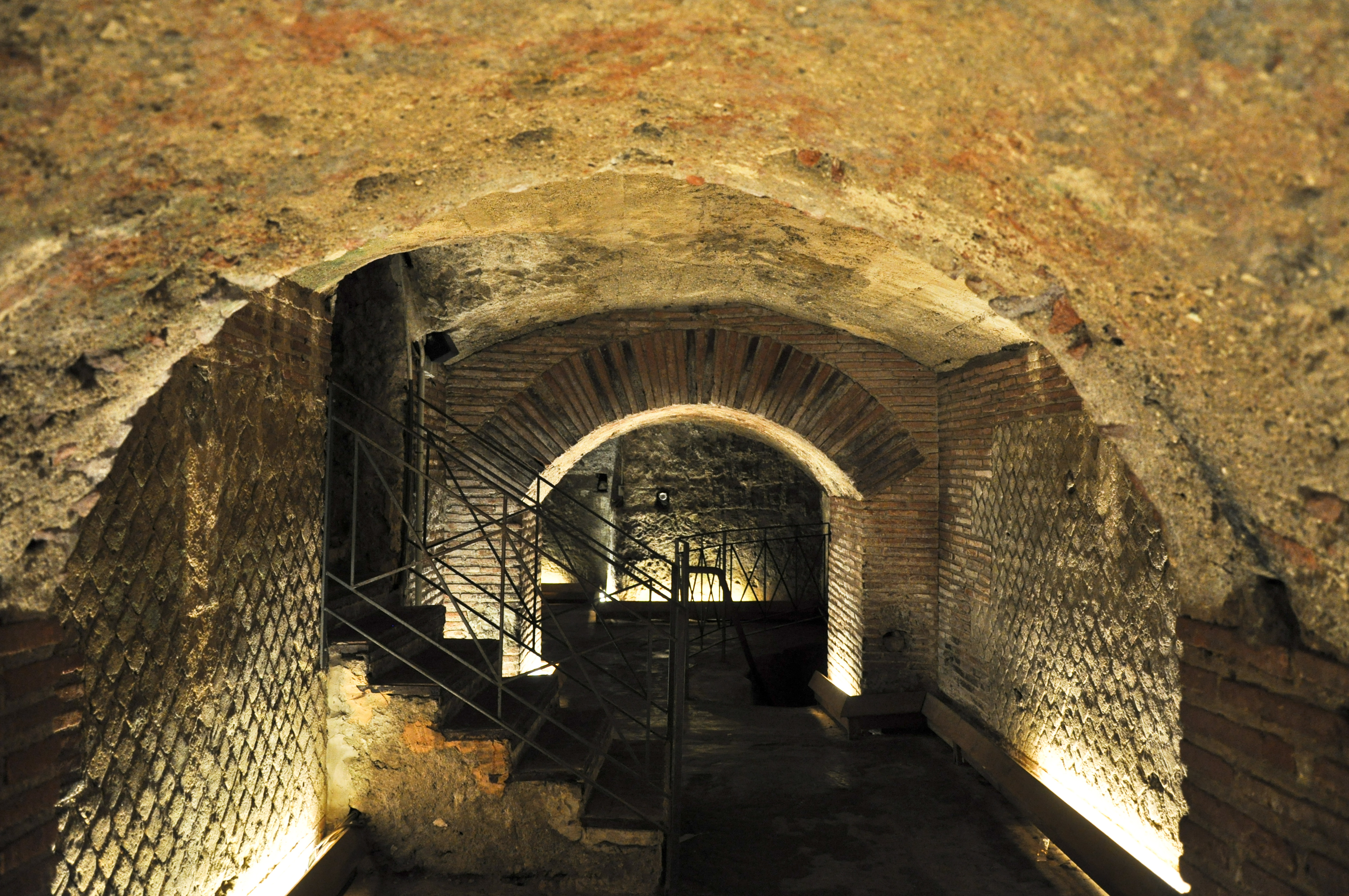
Uitgebreid complex van onderaardse gangen

Het Romeins theater van Napels (1e eeuw v.Chr.) stond destijds aan het forum van Neapolis. Het forum was de centrale ontmoetingsplaats van de stad en aan de zuidkant ervan stond het Romeins theater. Het theater stond aan de Decumanus Superior, of de meest noordelijk gelegen oost-west as van het Romeinse Napels. De moderne naam van de straat is de Via Anticaglia. 
Het theater, dat ook wel Theater van keizer Nero en Theater van Anticaglia wordt genoemd, bood plaats aan 5.000 toeschouwers. Naast het theater stond nog een ander theater, het Odeion van Napels.

## Historiek
Op de plaats van het Romeins theater stond oorspronkelijk een theater van kleinere omvang uit het oude Griekenland. Dit theater dateerde van de 4e eeuw v.Chr. 
In de 1e eeuw v.Chr. bouwden de Romeinen de huidige versie. Het had de vorm van een halve cirkel waarbij de rechte zijde aan de Decumanus Superior stond. Romeinse keizers gebruikten het theater voor hun eigen propaganda. 
Keizer Augustus organiseerde er de Sebasta Isolympica, voorstellingen ter promotie van de Griekse cultuur op het Italiaanse vasteland. 
Keizer Claudius kwam in het theater van Napels luisteren naar een lofzang voor zijn broer Germanicus.
Keizer Nero kwam er dagen na elkaar zingen en betaalde Napolitanen om te komen luisteren. Om het theater tot de nok te vullen werden ook mensen van het platteland rond Napels en hele regimenten soldaten naar het theater gestuurd. Suetonius verhaalde hoe bij het eerste lied dat Nero zong, er een (kleine) aardbeving was. Toen het publiek wou wegrennen, riep Nero dat het een gunstig teken van de goden was. Het publiek moest blijven zitten. Nero nam wel eens pauze tijdens zijn zangvoorstelling. Tijdens de pauze vroeg hij in het Grieks om drank om beter te kunnen zingen. De bedoeling van Nero was, volgens een andere geschiedschrijver Tacitus, om, na zijn try-out in Napels met haar Griekse traditie, naar Griekenland zelf te reizen om daar op te treden. Dit laatste heeft Nero nooit gedaan.
Door de aardbeving van 68 en de uitbarsting van de Vesuvius van 79 geraakte het theater beschadigd. Dit werd nadien hersteld. Theaterstukken werden er nog jaren later opgevoerd, tot de val van het West-Romeinse Rijk.
Tijdens de Middeleeuwen werden de stenen gebruikt voor de bouw van huizen. Andere delen van het theater dienden als magazijn, winkel en begraafplaats. Met de komst van het Huis Anjou-Sicilië in het koninkrijk Napels verdween elke activiteit in het oude Romeins theater.
Vanaf de 15e eeuw werd het theater, of wat er nog overbleef, overbouwd door de stad in expansie. De uitgebreide ondergrondse gangen bleven min of meer bestaan. Paleizen en woningen verrezen boven het gangencomplex. 
In de 19e eeuw ontstond er interesse om het ondergrondse deel van het Romeins theater te verkennen en in kaart te brengen. In 2003 werd het kleine resterend deel van het bovengronds theater beschermd erfgoed en geïntegreerd met de toeristische uitbating van de ondergrondse delen. Het theater maakt deel van het UNESCO-werelderfgoed van het historisch centrum in Napels.